# Peter Post (Radsportler)

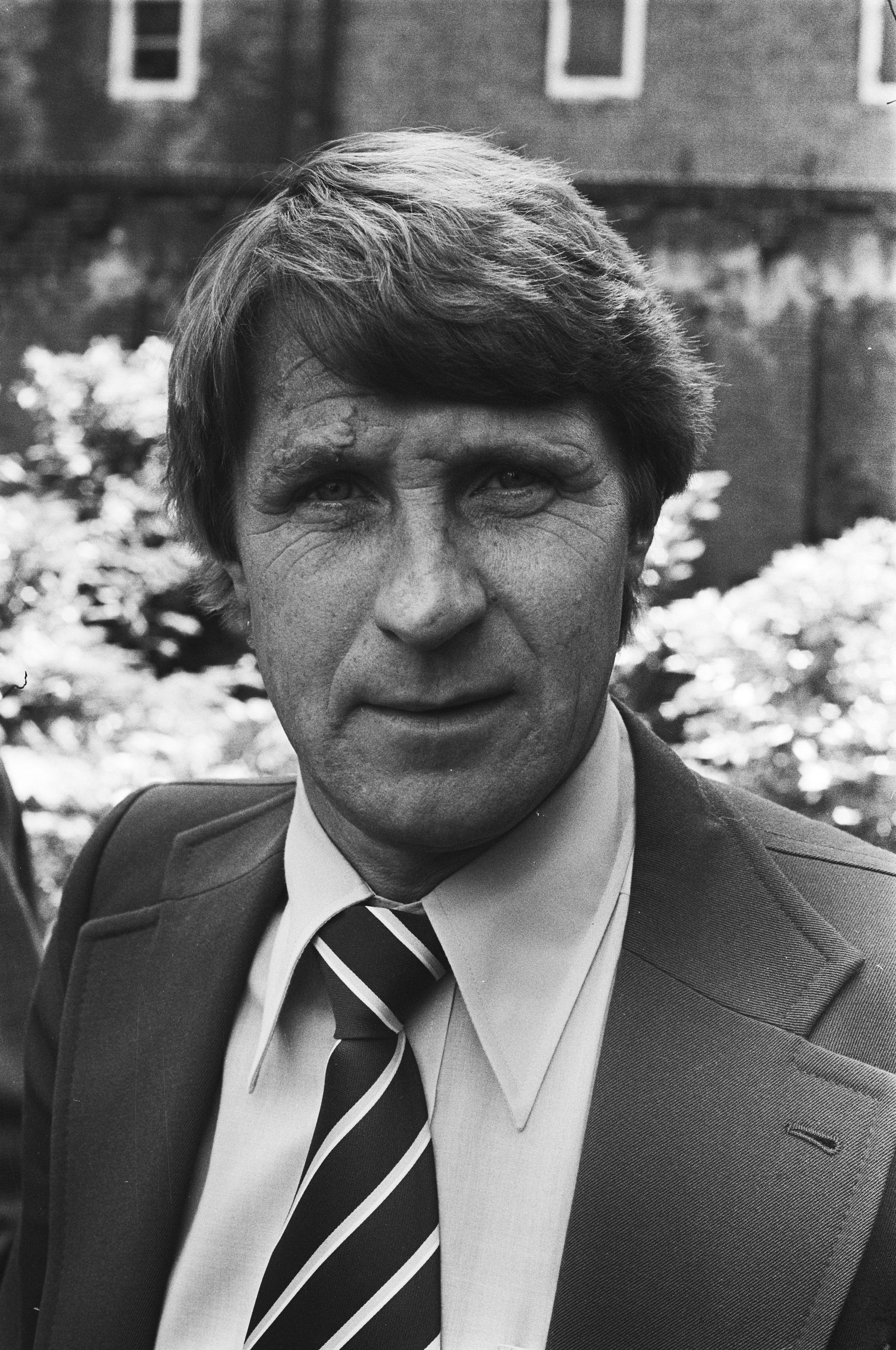
Peter Post, 1977

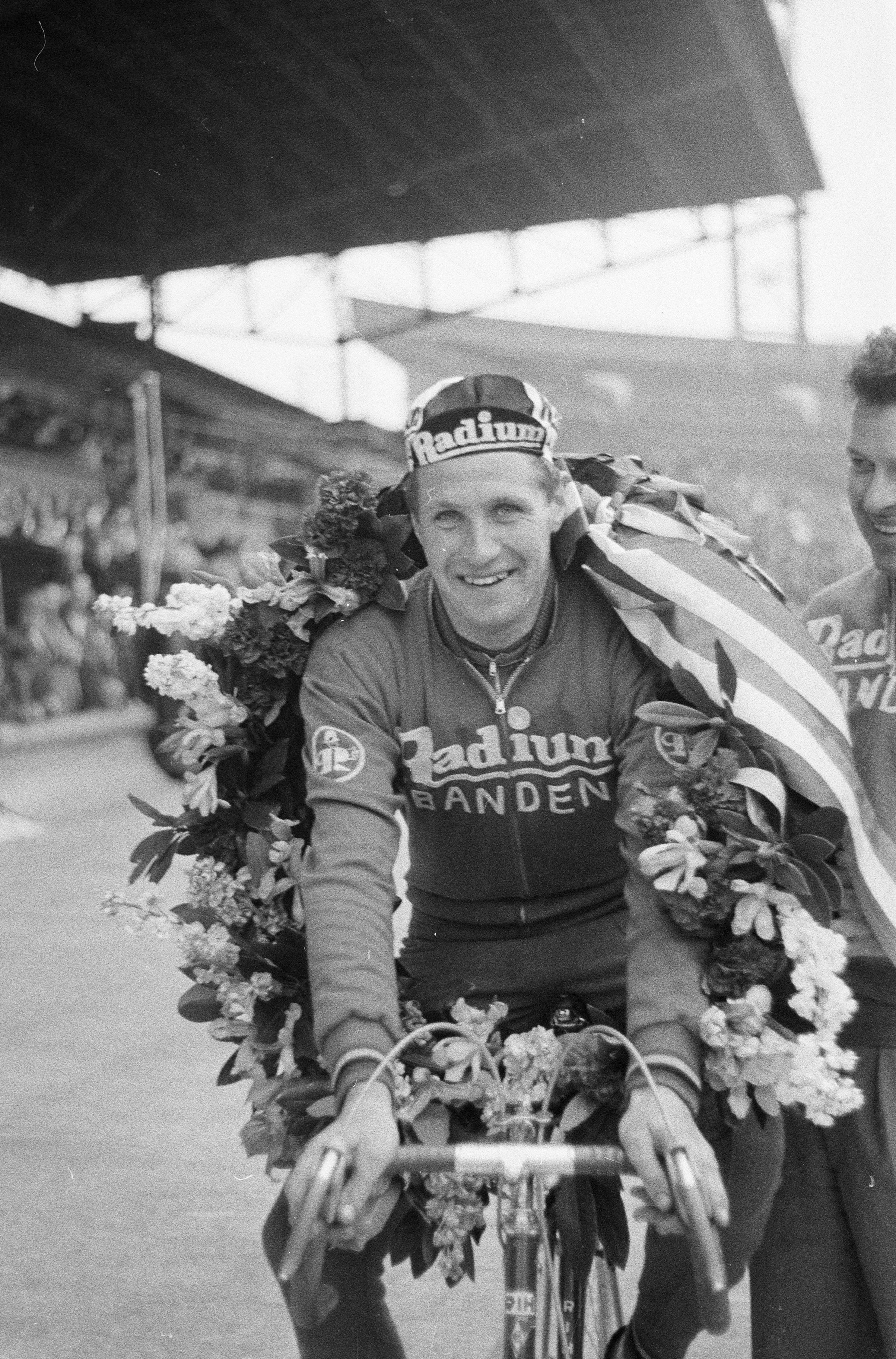
Peter Post, 1960

Petrus Franciscus Maria Post, genannt Peter Post, (* 12. November  1933 in Amsterdam; † 14. Januar 2011 ebenda) war einer der erfolgreichsten niederländischen Profi-Radrennfahrer und später Sportlicher Leiter verschiedener Radsportteams.

## Karriere als aktiver Sportler
Peter Post wurde als Sohn eines Metzgers in Amsterdam geboren; er hatte noch zwölf Geschwister. Im Alter von 19 Jahren wurde er als Radsportler von Gerrit Schulte entdeckt, der der direkte Nachbar der Familie Post war. 1949 begann er mit dem Radsport. Sein erster Sieg war der Gewinn der Meisterschaft der Fleischergesellen seiner Heimatstadt.
Er war von 1956 bis 1972 als Profi tätig. Wegen seiner für einen Radsportler ungewöhnlichen Größe wurde er in den Niederlanden „de Lange“ genannt.
Während seiner Karriere als aktiver Radsportler war Peter Post hauptsächlich auf der Bahn aktiv. Er gewann allein 65 Sechstagerennen; damit liegt er auf Platz 4 der ewigen Rangliste.
Aber auch auf der Straße war Post erfolgreich. 1960 gewann er die Niederlande-Rundfahrt, 1962 die Deutschland-Rundfahrt, 1967 den Grand Prix d’Orchies. Sein größter Erfolg war 1964 der Sieg bei Paris–Roubaix. Nach diesem Rennen wurde er mit dem „Ruban Jaune“ (dt.: „Gelbes Band“) für die schnellste Durchschnittsgeschwindigkeit bei Klassikern über 200 Kilometer Länge ausgezeichnet (5h52′19″ = 45,129 km/h). Den Rekord für Paris-Roubaix behielt Post bis zum Jahre 2017. 1965 startete Post bei der Tour de France, gab aber auf. Am 22. Januar 1972 trat Post offiziell vom Radsport zurück.

## Nach dem aktiven Radsport

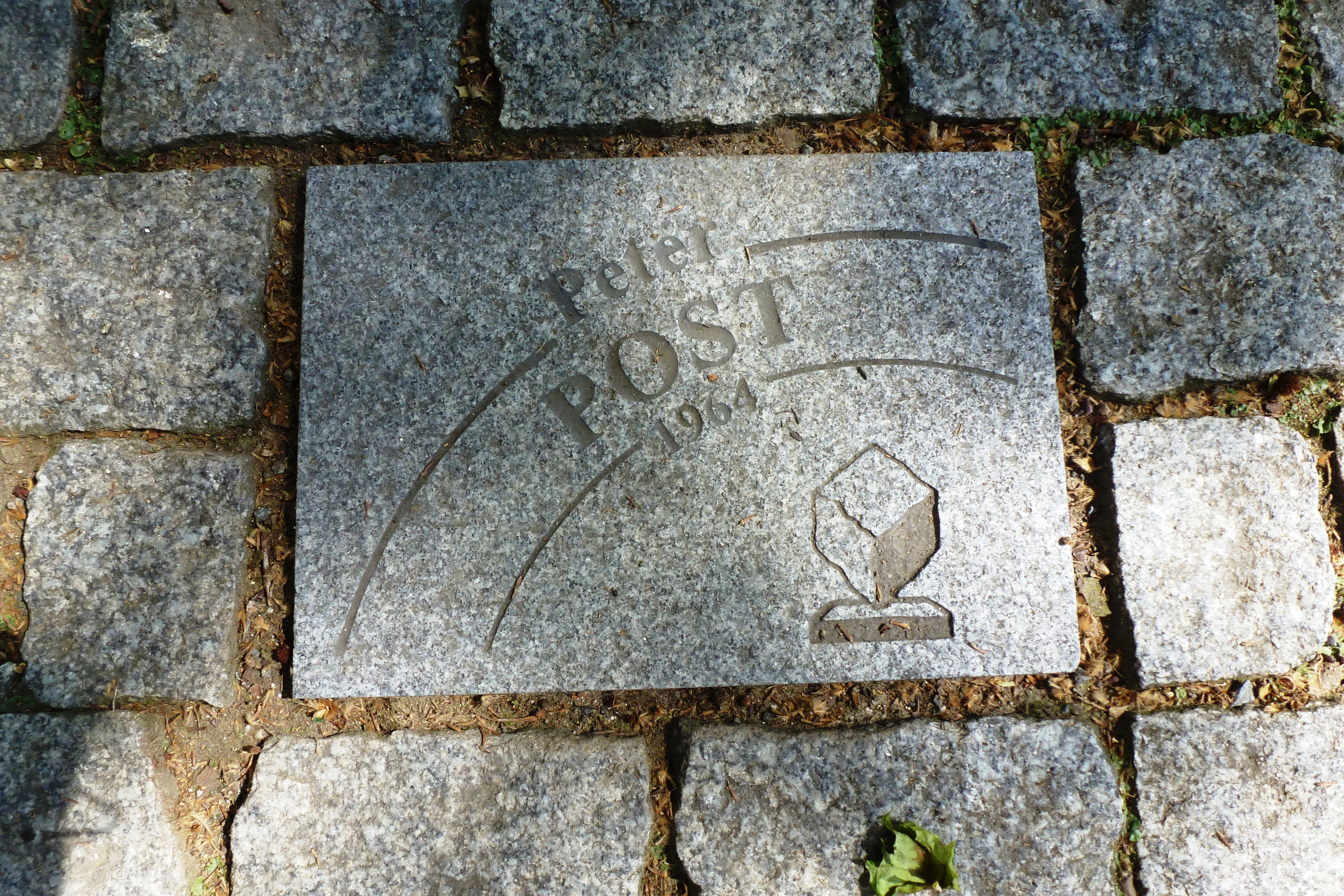
Pflasterstück für Peter Post als Sieger von Paris Roubaix

Nach Beendigung seiner aktiven Karriere blieb Post als Teamleiter im Radsport. Ab 1974 war er Sportlicher Leiter des Teams von TI-Raleigh, in dem unter anderem Gerrie Knetemann, Jan Raas, Hennie Kuiper und Joop Zoetemelk fuhren. 1983 übernahm Panasonic als Sponsor das Team, in dem auch Olaf Ludwig und Jens Heppner fuhren. Dieses Team gewann 1991 und 1992 den Team-Weltcup.
1995 zog sich Peter Post aus dem Radsport zunächst zurück. Ab 2005 war er jedoch als Berater für das Team Rabobank tätig. Zudem war er Vorsitzender des „Clubs '48“, der jährlich die Gerrit Schulte Trofee an den besten niederländischen Rennfahrer vergibt.
Am 14. Januar 2011 verstarb Peter Post in seiner Heimatstadt Amsterdam.